# Hans Bendemann

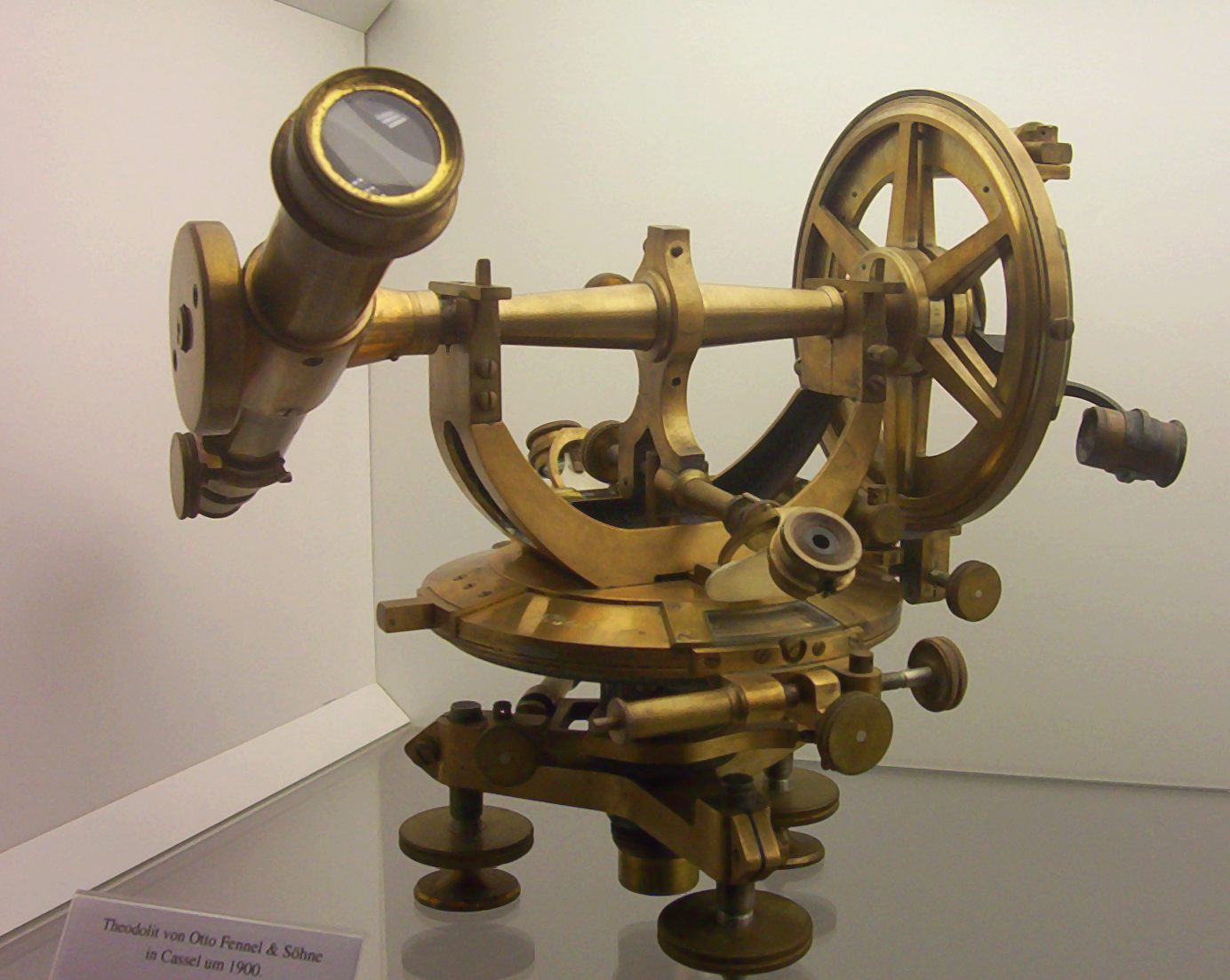
Theodolit (Winkelmessgerät) zur Landesvermessung.

Hans Bendemann (* 28. Februar 1852 in Stettin; † 24. Januar 1914 in Heidelberg) war ein preußischer Offizier und Landvermesser, der ab 1886 unter anderem die Landesvermessung des Sauerlandes sowie des Wittgensteiner Landes vornahm und darüber ein Tagebuch führte.

## Leben
Hans Bendemann wurde als achtes Kind des Geheimen Oberbergrats Emil Bendemann (1807–1862) und dessen Ehefrau Ottilie geb. Prössel (1815–1887) geboren. Gegen den Willen seines Vaters entschloss Bendemann sich, eine militärische Laufbahn einzuschlagen. Er wurde 1870 als Musketier vereidigt und nahm einen Monat später als Fahnenjunker am Deutsch-Französischen Krieg teil. 1871 erfolgte die Beförderung zum Fähnrich, wenig später zum Leutnant und 1881 zum Oberleutnant. Am 21. April 1882 erfolgte seine Versetzung zur trigonometrischen Abteilung der Preußischen Landesaufnahme nach Berlin. Nach seiner Verwendung als Assistent bei den Triangulationen in Ostfriesland erhielt er 1886 im Range eines Hauptmanns den Befehl, als Vermessungs-Dirigent ein ca. 70.000 km² großes Gebiet, das sich vom Münsterland bis zum Hunsrück und von der Belgisch-Niederländischen Grenze bis nach Thüringen erstreckte, zu erkunden und dessen Hauptdreiecke zu vermessen. Für dieses Vorhaben war Bendemann vier Jahre, jeweils vom 1. Mai bis Anfang September, unterwegs. Seine Reisen legte er teils mit der Bahn, überwiegend jedoch per Kutsche, zu Pferde oder zu Fuß zurück. Zur Vermessung des Kreises Wittgenstein erkundete er beispielsweise nordöstlich von Berleburg die Ziegenhelle, südwestlich von Berleburg den Berg Hoher Wald und südöstlich von Berleburg die Sackpfeife, legte auf diesen Bergen die trigonometrischen Punkte fest, mit deren Hilfe die nördliche Fläche des Kreises in ein Dreieck aufgeteilt und vermessen werden konnte. Für den südlichen Teil des Kreises Wittgenstein erkundete Bendemann den Berg Stegskopf, dessen trigonometrischer Punkt zusammen mit den Bergen Hoher Wald und Sackpfeife zur Bildung des nächsten Dreiecks herangezogen wurde. Die für Wittgenstein maßgeblichen Landesvermessungen führte Bendemann im Juli 1887 durch.
Bendemann notierte seine Erkundungsergebnisse, seine Gesprächs- und Verhandlungsergebnisse, aber auch seine Erfahrungen zu Quartieren in einem 550 Seiten starken Tagebuch in Kurrentschrift.
1893 nahm Bendemann seinen Abschied als Landvermesser und wurde im Großen Generalstab der 21. Division weiterverwendet. 1907 wurde er als Generalleutnant pensioniert und verbrachte seine letzten Lebensjahre in Heidelberg, wo er Anfang 1914 verstarb.